# Hotel Ambasador
Hotel Ambasador este un hotel de patru stele din București, situat pe Bulevardul Magheru.
Clădirea de 12 etaje a fost proiectată de arhitectul Arghir Culina în stil Art Déco și hotelul a fost inaugurat la 4 mai 1939. Terenul aparținea lui Constantin S. Mihăescu, patronul „Garajelor Mihăescu”, iar construirea hotelului a necesitat demolarea clădirilor deja existente pe suprafața lui. Din ziarele vremii aflăm că hotelul are 300 de camere și este prevazut cu „cea mai modernă instalatie sanitară din Europa”.
O jumătate din clădire i-a aparținut chiar arhitectului Arghir Culina și doar această aripă a fost retrocedată în 2003 moștenitorilor arhitectului. Grupul Julius Meinl Living a cumpărat imobilul în 2024. A fost anunțat că hotelul se va redeschide în anul 2027 sub numele de The Julius Bucharest.